# 東京消防庁第七消防方面本部
東京消防庁第七消防方面本部（とうきょうしょうぼうちょうだいななしょうぼうほうめんほんぶ）は、東京消防庁の内局で、東京都の江東区、墨田区及び葛飾区、江戸川区の消防業務を担当する消防本部である。

## 概要
- 管内には特別救助隊3隊、水難救助隊1隊、特別消火中隊9隊がある。

## 所在地
江東区森下5丁目1番4号

## 管轄消防署

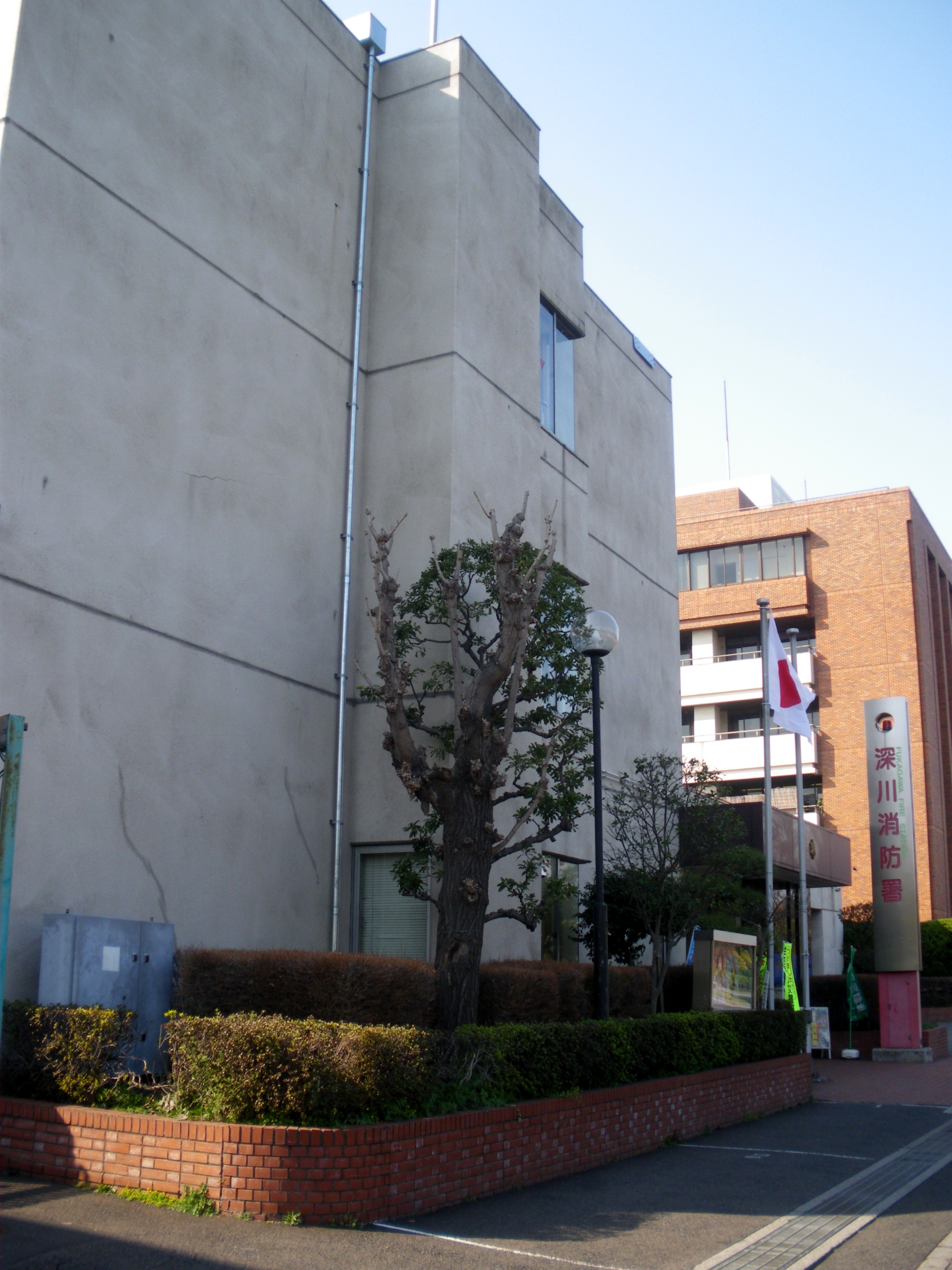
第七消防方面本部には9の消防署、1つの分署、26の出張所がある。

### 深川消防署
- 本署 江東区木場3-18-10
  - 有明分署 江東区有明1-2-43
    - 永代出張所 江東区永代2-12-3
    - 枝川出張所 江東区枝川3-2-1
    - 豊洲出張所 江東区豊洲2-2-23
    - 森下出張所 江東区森下5-1-4

- 深川消防署

### 城東消防署
- 本署 江東区亀戸6-42-9
  - 東砂出張所 江東区東砂7-11-15
  - 大島出張所 江東区大島5-46-5
  - 砂町出張所 江東区新砂3-1-1

### 本所消防署
- 本署 墨田区横川4-6-6
  - 緑出張所 墨田区緑4-1-8
  - 小梅出張所 墨田区向島3-36-12
  - 東駒形出張所 墨田区東駒形3-5-8

### 向島消防署
- 本署 墨田区東向島6-22-3
  - 立花出張所 墨田区立花5-9-3
  - 墨田出張所 墨田区墨田5-16-2

### 本田消防署
- 本署 葛飾区東立石3-12-7
  - 南綾瀬出張所 葛飾区東堀切2-28-25
  - 上平井出張所 葛飾区東新小岩7-1-9
  - 奥戸出張所 葛飾区奥戸8-10-9
  - 青戸出張所 葛飾区青戸5-5-8

### 金町消防署
- 本署 葛飾区金町4-15-20
  - 亀有出張所 葛飾区亀有1-26-5
  - 柴又出張所 葛飾区柴又5-8-6
  - 水元出張所 葛飾区水元3-11-1

### 江戸川消防署
- 本署 江戸川区中央2-9-13
  - 小松川出張所 江戸川区平井1-8-8
  - 瑞江出張所 江戸川区西瑞江3-26

### 葛西消防署
- 本署 江戸川区中葛西1-29-1
  - 船堀出張所 江戸川区船堀6-11-17
  - 南葛西出張所 江戸川区南葛西4-4-12

### 小岩消防署
- 本署 江戸川区鹿骨2-42-11
  - 篠崎出張所 江戸川区南篠崎町5-13-1
  - 南小岩出張所 江戸川区南小岩5-13-13
  - 北小岩出張所 江戸川区北小岩3-1-20

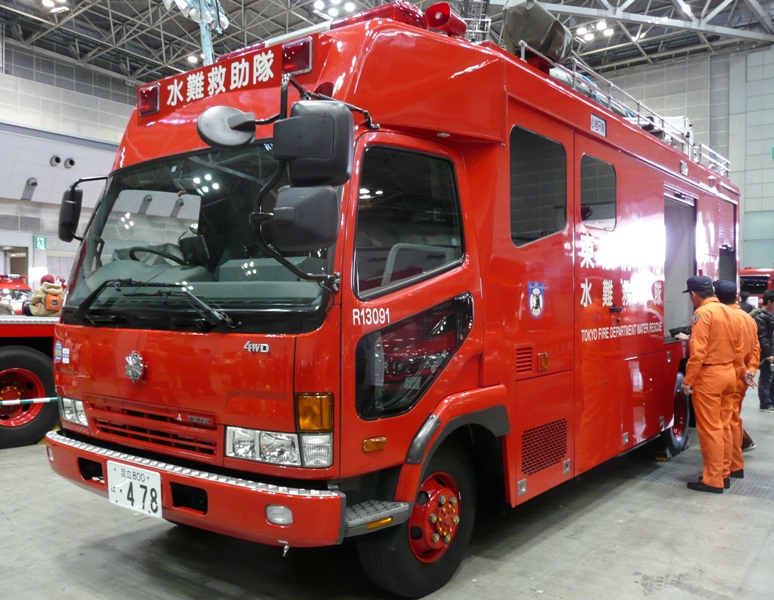
小岩消防署の水難救助車